# Plemenianá
Plemenianá, en grec moderne : Πλεμενιανά, est un village du dème de Kándanos-Sélino, dans le district régional de La Canée, de la Crète, en Grèce. Selon le recensement de 2011, la population de Plemenianá compte 104 habitants. Le village est situé à une altitude de 360 m et à une distance de 60 km de La Canée.

## Recensements de la population
| Recensements | 1900 | 1920 | 1928 | 1940 | 1951 | 1961 | 1971 | 1981 | 1991 | 2001 | 2011 |
| ------------ | ---- | ---- | ---- | ---- | ---- | ---- | ---- | ---- | ---- | ---- | ---- |
| Population   | 83   | 132  | 160  | 195  | 155  | 180  | 151  | 145  |      | 117  | 104  |